# Eesti Raudtee
Eesti Raudtee (S.A.) és l'empresa nacional d'infraestructura ferroviària d'Estònia. És propietària d'una xarxa de 1.191 quilòmetres de via ampla (1.524 mm) arreu del país, incloent-hi els 192 quilòmetres utilitzats pels trens de rodalies d'Elron al voltant de Tallinn. El seu únic accionista és el Govern d'Estònia.

## Història

### Constitució i primers anys d'activitat
Poc després de la Restauració de la Independència d’Estònia, el 1 de gener de 1992 es va establir l’empresa estatal Eesti Raudtee com a companyia ferroviària nacional d’Estònia. Les seves activitats es centraven principalment en el transport de mercaderies per ferrocarril, especialment productes petrolífers russos cap als ports estonians sense gel del Mar Bàltic. Els serveis de passatgers, en canvi, eren generalment prestats per operadors separats que utilitzaven la infraestructura d’Eesti Raudtee mitjançant acords d’accés a la via.

### Etapa de privatització
A mitjans dels anys 2000, el govern estonià va anunciar la seva intenció de privatitzar les operacions ferroviàries. El 31 d’agost de 2001, es va vendre un 66% de les accions de l’empresa a Baltic Rail Services, un consorci format per Rail World (25,5%), Jarvis (25,5%), Railroad Development Corporation (5%) i OÜ Ganiger Invest, liderat pels empresaris estonians Jüri Käo i Guido Sammelselg (44%).
Com a conseqüència de la privatització, es van introduir nous sistemes de gestió i es van fer inversions significatives amb l’objectiu d’aplicar bones pràctiques internacionals, entre d'altres. L’any 2002, Eesti Raudtee va presentar un nou logotip i una nova identitat corporativa amb motiu del seu desè aniversari. El nou logotip consistia en les dues lletres “E” i “R” de color vermell i fusionades per simbolitzar el nom de l’empresa.
Després de les eleccions de 2003, el govern estonià va canviar les normes sobre els drets d’accés obert i va limitar el preu de les tarifes, cosa que va afectar negativament la viabilitat comercial d’Eesti Raudtee. Aquestes accions van deteriorar la relació entre Baltic Rail Services i l’estat. El juliol de 2005, Baltic Rail Services va presentar un avís de disputa contra el govern estonià, tot al·legant una violació dels tractats bilaterals d'inversió. L'abril de 2006, la disputa entre ambdues parts ja havia arribat al punt àlgid, i es va començar a considerar la possibilitat de vendre la participació a Eesti Raudtee.

### Renacionalització i reestructuració d'acord amb la legislació de la UE
El gener de 2007, el govern estonià va renacionalitzar Eesti Raudtee, i va hi finalitzar la participació de Baltic Rail Services. Durant el 2009, es van crear dues noves filials 100% propietat d’EVR: EVR Infra, encarregada de la gestió de la infraestructura ferroviària, i EVR Cargo, que va assumir les operacions de transport de mercaderies. Aquesta reorganització es va dur a terme per complir amb la legislació de la Unió Europea. L’any 2012, l’operador de mercaderies AS EVR Cargo (posteriorment rebatejat com a Operail el 2018) es va separar d’Eesti Raudtee; gairebé al mateix temps, EVR Infra va passar a anomenar-se Eesti Raudtee.

### Inversions en infraestructura i modernització
Entre finals de la dècada de 2010 i principis dels anys 2020, es van dur a terme diverses inversions en la infraestructura ferroviària d’Estònia. El desembre de 2017 es va completar la modernització de 57 km de la línia Tapa – Tartu, que va permetre que els trens de passatgers circulessin a una velocitat màxima de 120 km/h, mentre que els trens de mercaderies quedaven limitats a 80 km/h. Entre 2018 i 2021, la línia Lääne – Harju, a l’oest de Tallinn, va ser re-senyalitzada per l’empresa Mipro. El juliol de 2020, es va anunciar el llançament d’un programa d’inversió de deu anys destinat a millorar la qualitat i la seguretat. El desembre de 2020, una empresa conjunta de les enginyeries espanyoles Ardanuy Ingeniería i Ayesa Ingeniería y Arquitectura va rebre un contracte de 3,7 milions d’euros per desenvolupar els requisits tècnics i els dissenys preliminars d’un programa d’electrificació a 25 kV 50 Hz que cobrirà gairebé tota la xarxa ferroviària no electrificada d’Estònia.

## Cooperació regional
El maig de 2018, l’empresa, juntament amb les companyies ferroviàries de Letònia i Lituània, va signar un acord per establir conjuntament la ruta de transport de mercaderies Amber Train des de Šeštokai, passant per Riga, fins a Tallinn. Com a part d’aquesta iniciativa, es va construir una nova terminal multimodal de mercaderies amb connexió directa al port de Muuga, facilitant el transbordament de mercaderies entre el mar i la xarxa ferroviària estoniana. El 13 de setembre de 2022, va sortir de Muuga el primer servei de l’Amber Train cap a la terminal de Kaunas; les mercaderies d’aquesta terminal també es transportaran de tornada a Muuga, la majoria de les quals es destinaran posteriorment a Finlàndia.